# Браун, Эбби
Эбигейл Браун (англ. Abigail Brown, родилась 10 апреля 1996 года в Эксетере) — английская профессиональная регбистка, играющая за сборные Англии по регби-15 и регби-7.

## Биография
Эбби училась в колледже Клист-Вэйл в Эксетере и в университете Хартпери по специальности «Спорт». Регби занималась с шести лет в составе клуба «Калломптон», куда её привёл брат. Позже играла за команду университета.
В составе сборной Великобритании выступала на Олимпийских играх 2016 года (4-е место), отметилась двумя попытками в ворота сборной Фиджи в четвертьфинале. Играет в составе сборной по регби-7 на этапах Мировой серии, два сезона подряд была её капитаном.
В 2018 году со сборной Англии стала бронзовым призёром Игр Содружества в Голд-Косте.